# Vanessa Vanjie Mateo
Vanessa Vanjie Mateo (Tampa, Florida, 3 d'octubre de 1991), coneguda també com Miss Vanjie o simplement Vanjie, és el nom artístic de José Cancel, drag-queen dels Estats Units que saltà a la fama per ser concursant de la desena i onzena temporada de RuPaul's Drag Race.

## Biografia
Cancel és d'origen porto-riqueny. Va començar a fer drag durant la tercera temporada de Drag Race, quan l'exconcursant Alexis Mateo, el van contractar com a ballarí.

### RuPaul's Drag Race

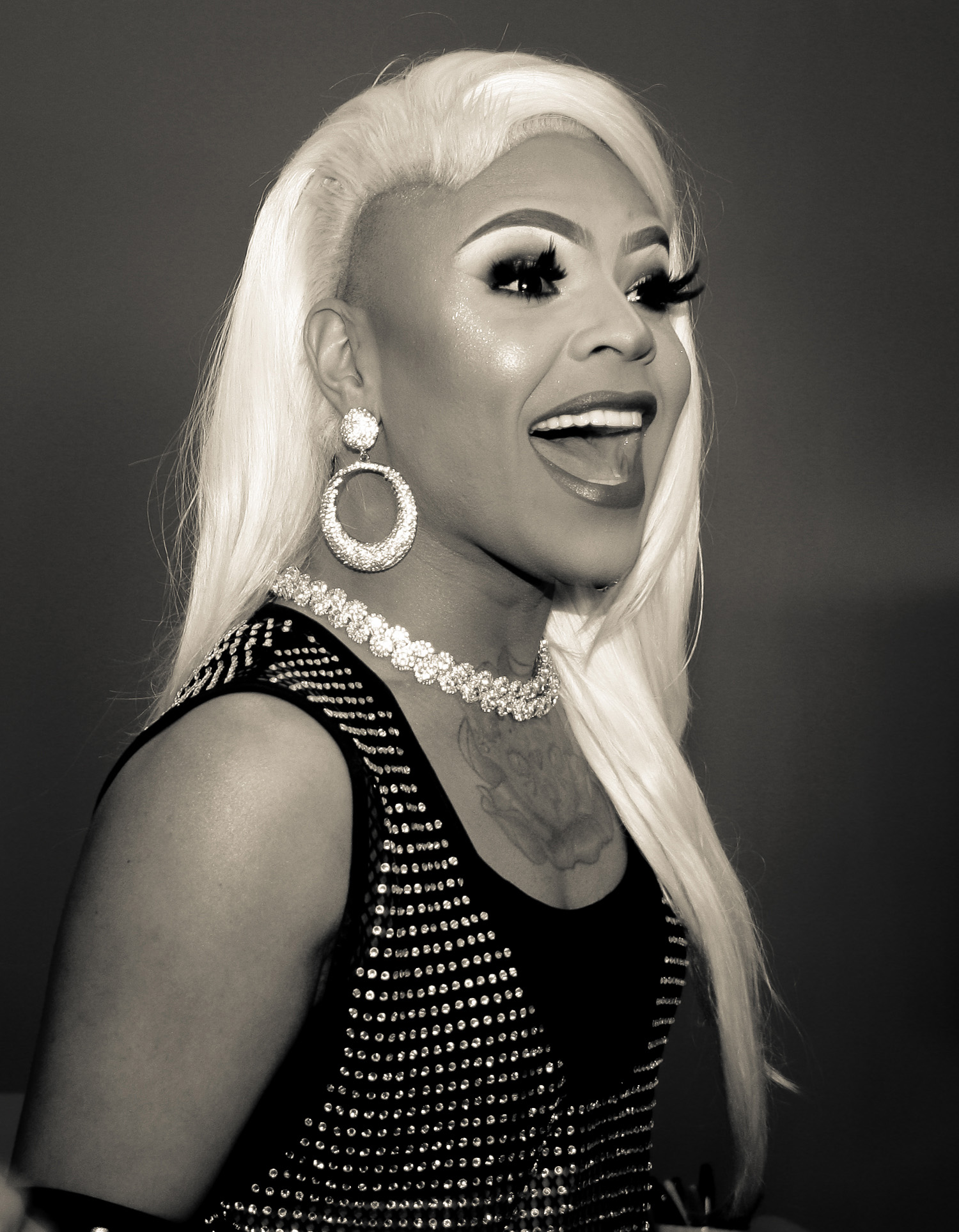
Vanessa Vanjie Mateo el 2019

Vanessa Vanjie Mateo va ser anunciada com una de les catorze concursants que competien per la corona a la desena temporada de RuPaul's Drag Race, que es va estrenar el 22 de març de 2018. Va ser eliminada en el primer episodi, després de fer la batalla de playback d'"Ain't No Other Man" de Christina Aguilera contra Kalorie Karbdashian Williams, quan Aguilera era part del jurat convidat.
Mentre caminava cap enrere per sortir de l'escenari, les seves paraules "Miss Vanjie... Miss Vanjie... Miss...Vanjie", es van convertir en un meme d'Internet. "Miss Vanjie" va ser piulada per molts, inclosos diversos cops per RuPaul, així com Michelle Visage i Kathy Griffin. El meme també es va editar en clips de diverses pel·lícules, programes de televisió i fins i tot en aplicacions de cites, inclosos Els Simpson, Pokémon, Grindr i The Shining.
El 24 de gener de 2019, Mateo va ser anunciada com una de les quinze concursants de la temporada 11 de RuPaul's Drag Race. Va quedar entre les dues pitjor dels episodis nou i deu, però va guanyar els dos playbacks contra Plastique Tiara i Shuga Cain respectivament. Va ser eliminada per Brooke Lynn Hytes la penúltima setmana a l'episodi dotze, i va quedar en cinquena posició.
A l'episodi 5 de All Stars 5, va fer un playback com a convidada en el paper de "Lip Sync Assassin" contra Shea Couleé, però va perdre.

## Discografia

### Singles
| Any  | Títol                                                                                                  |
| ---- | --- |
| 2018 | "I'm Vanjie"                                                                                           |
| 2019 | "Queens Everywhere" amb A'keria Davenport, Brooke Lynn Hytes, Silky Nutmeg Ganache, Rupaul, Yvie Oddly |
| 2020 | "Hype" amb Yvie Oddly                                                                                  |

## Premis i nominacions
- 2019: Concursant de concurs - People's Choice Award[16]